# Phil Boyd
Philip Ewing Boyd –conocido como Phil Boyd– (Toronto, 5 de junio de 1876-Toronto, 16 de noviembre de 1967) fue un deportista canadiense que compitió en remo. Participó en dos Juegos Olímpicos de Verano en los años 1904 y 1912, obteniendo una medalla de plata en San Luis 1904 en la prueba de ocho con timonel.

## Palmarés internacional
| Juegos Olímpicos | Juegos Olímpicos          | Juegos Olímpicos | Juegos Olímpicos |
| Año              | Lugar                     | Medalla          | Prueba           |
| ---------------- | ------------------------- | ---------------- | ---------------- |
| 1904             | San Luis (Estados Unidos) | Medalla de plata | Ocho con timonel |